# Krupp
Krupp je prominentní 400 let stará dynastie německých průmyslníků z Essenu, která proslula od 19. století výrobou oceli a produkcí munice a zbraní. 

## Historie
Jejich firma známá jako Friedrich Krupp AG Hoesch-Krupp byla na počátku 20. století největší evropskou společností. Za druhé světové války Alfried Krupp von Bohlen und Halbach zaměstnával nuceně nasazené a byl klíčovým dodavatelem zbraní pro nacistické Německo.
V roce 1999 se Thyssen AG a Krupp spojily do rozsáhlého průmyslového konglomerátu ThyssenKrupp AG, jenž v roce 2009 zaměstnával kolem 188 000 lidí a dosáhl obratu 40 miliard Euro. Mezi nejznámější produkty koncernu patří výtahy nebo eskalátory, se kterými se můžeme setkat mimo jiné v pražském metru, kde pomáhaly nahradit výrobky společnosti Transporta Chrudim.

## Rodina

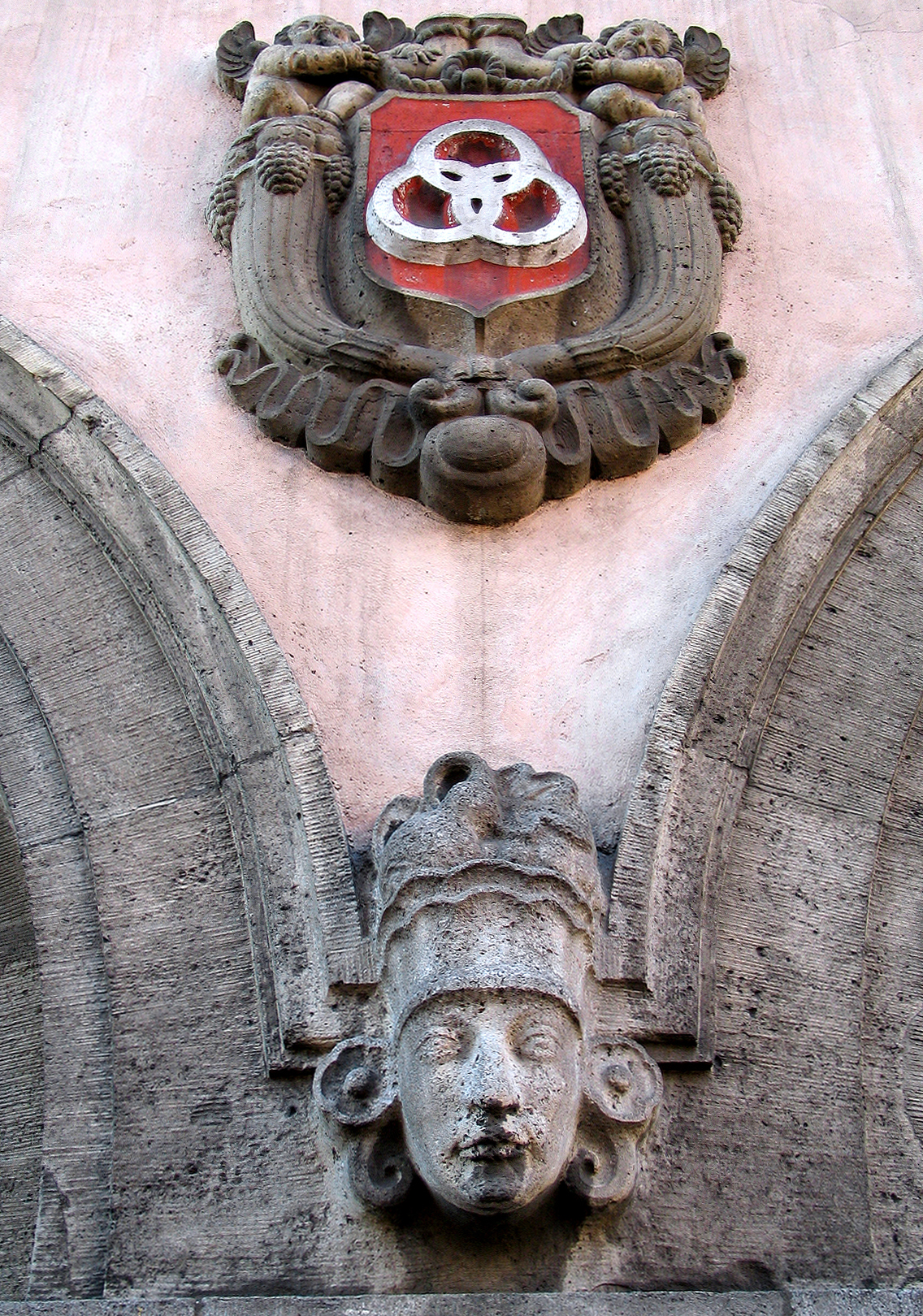
Rodinný erb na fasádě domu v německém Hannoveru
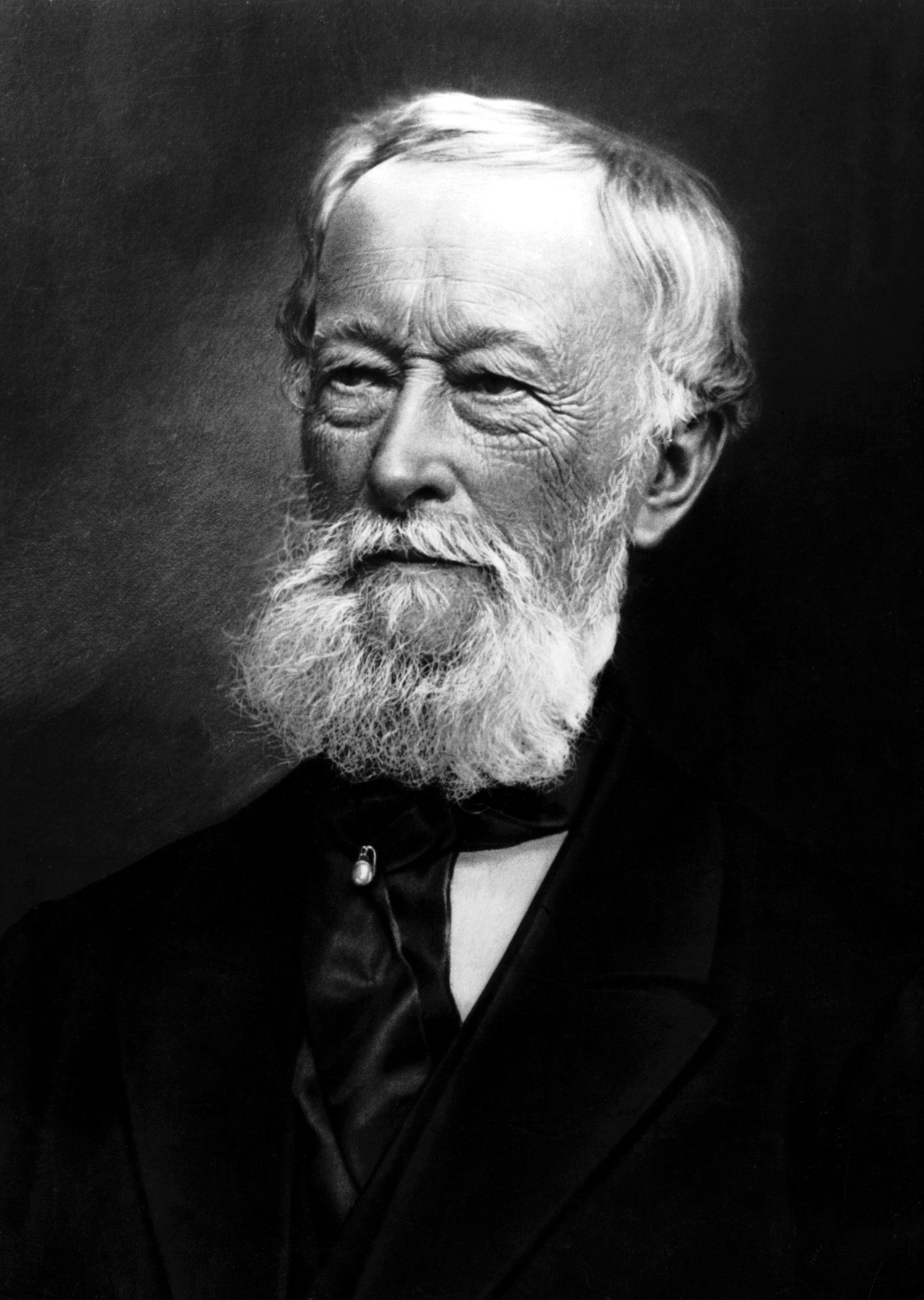
Alfred Krupp, syn zakladatele firmy
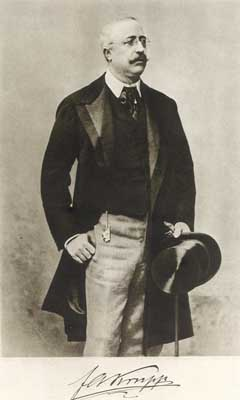
Friedrich Albert Krupp, syn Alfreda Kruppa
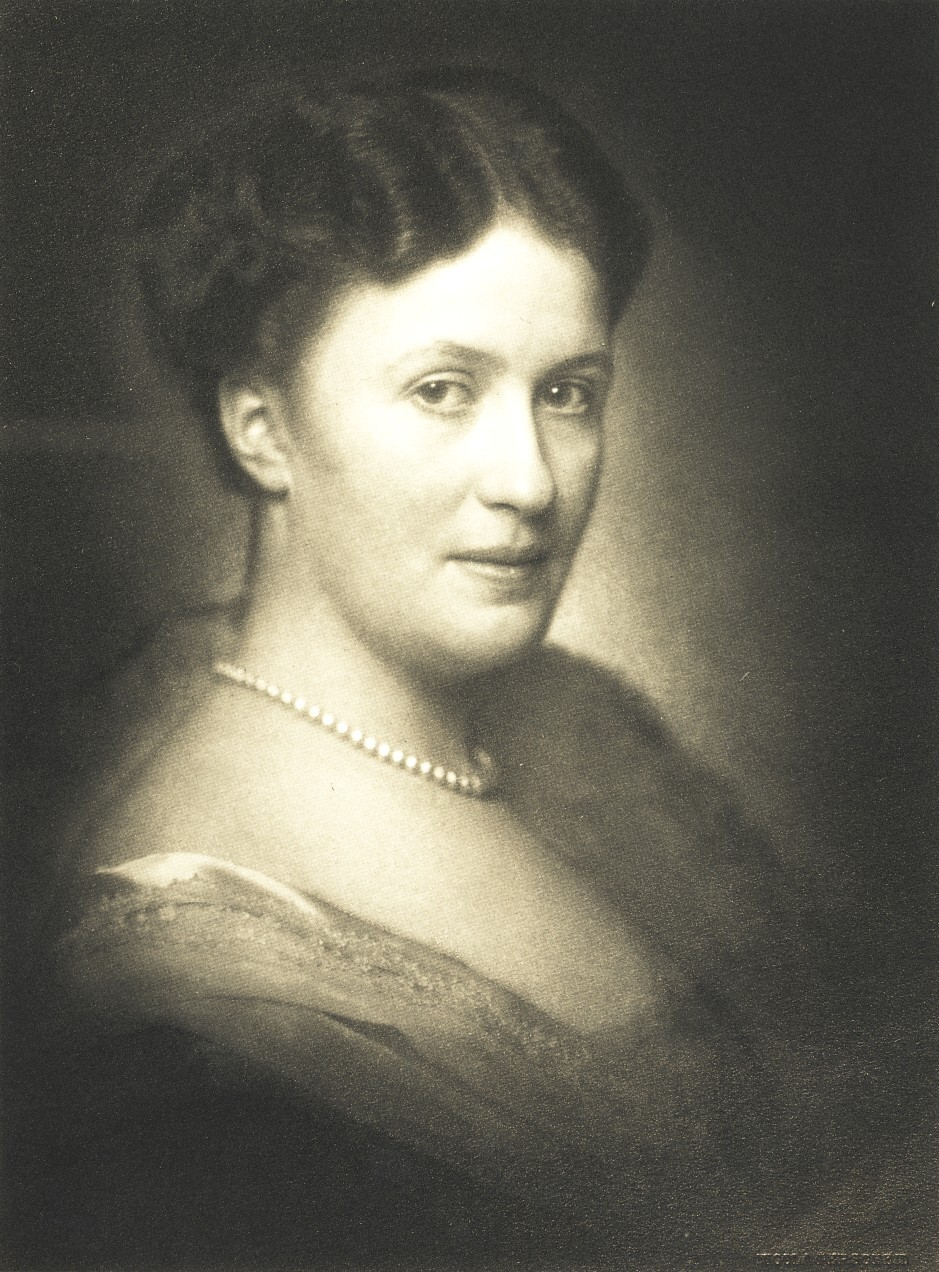
Bertha Krupp von Bohlen und Halbach, dcera Friedricha Alberta Kruppa
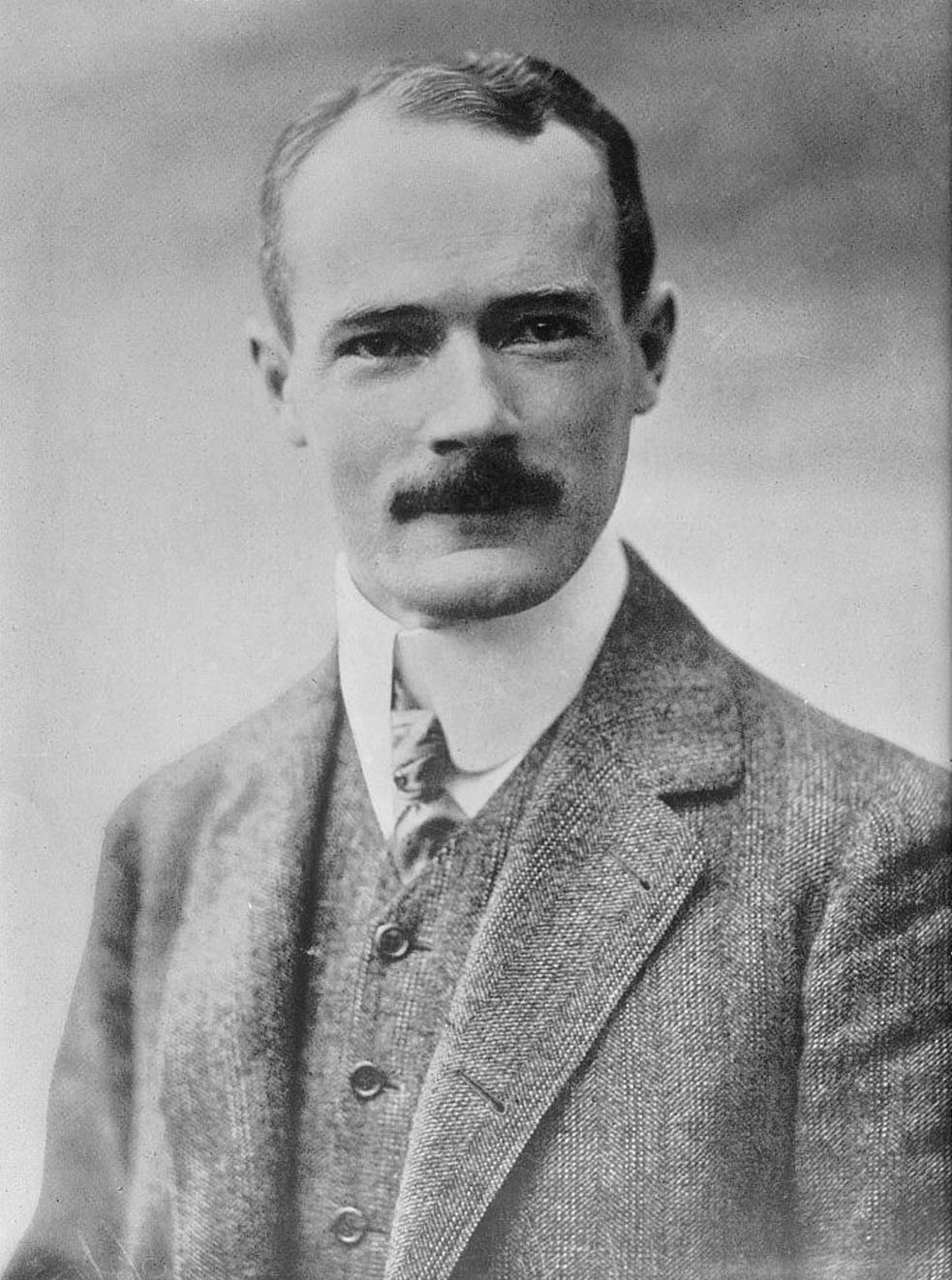
Gustav Krupp von Bohlen und Halbach, manžel Berthy